# Villar de Sobrepeña
Villar de Sobrepeña es una localidad de provincia de Segovia en la comunidad de Castilla y León. Situada dentro de las Hoces del río Duratón cuyos terrenos fueron nombrados parque natural el 27 de junio de 1989.
El término municipal del Villar de Sobrepeña fue añadido al de Sepúlveda en 1973, aunque todavía hoy sigue siendo necesario su uso en temas como pastos y caza. Su extensión exacta es de 1975 ha.

## Geografía
Localizado en una altiplanicie siendo su altura sobre el nivel del mar de 1050 m. El lugar más elevado dentro de su término es “el alto de las canteras” (1084m) y el punto más bajo es la ribera del río Duratón con solo 940m (Hoces del río Duratón).
Está centrado entre los ríos Duratón y Marijave (nombre típico con el que se conoce al río San Juan) el Villar se alza en pleno macizo calcáreo de Sepúlveda, entre los kilómetros 12 y 13 de la antigua carretera local Sepúlveda-Cantalejo. Carretera de bellísimos paisajes, que une las dos poblaciones más importantes de la zona, Sepúlveda, debido a su importancia turística e histórica y Cantalejo, por su capacidad industrial y económica.
El "término municipal" del Villar de Sobrepeña es bastante extenso. Eso es debido a la existencia de varios núcleos de población que han desaparecido con el paso del tiempo. Linda su "término municipal" al este con Sepúlveda y Aldealcorvo  (Consuegra de Murera), al sur con San Pedro de Gaíllos y Valdesimonte, al oeste con Sebúlcor (El Barrio) y al norte con Villaseca y Castrillo de Sepúlveda.

## Geografía humana

### Demografía
| Gráfica de evolución demográfica de Villar de Sobrepeña entre 1842 y 1970 |
| |
| Población de derecho según los censos de población del INE Población de hecho según los censos de población del INEEntre el censo de 1981 y el anterior, este municipio desaparece porque se integra en el municipio 40195 (Sepúlveda) |

| 34            | 31 | 27 | 23 | 21 | 20 | 16 | 14 | 17 | 15 | 13 | 16 |
| (Fuente: INE) |    |    |    |    |    |    |    |    |    |    |    |

## Fiestas

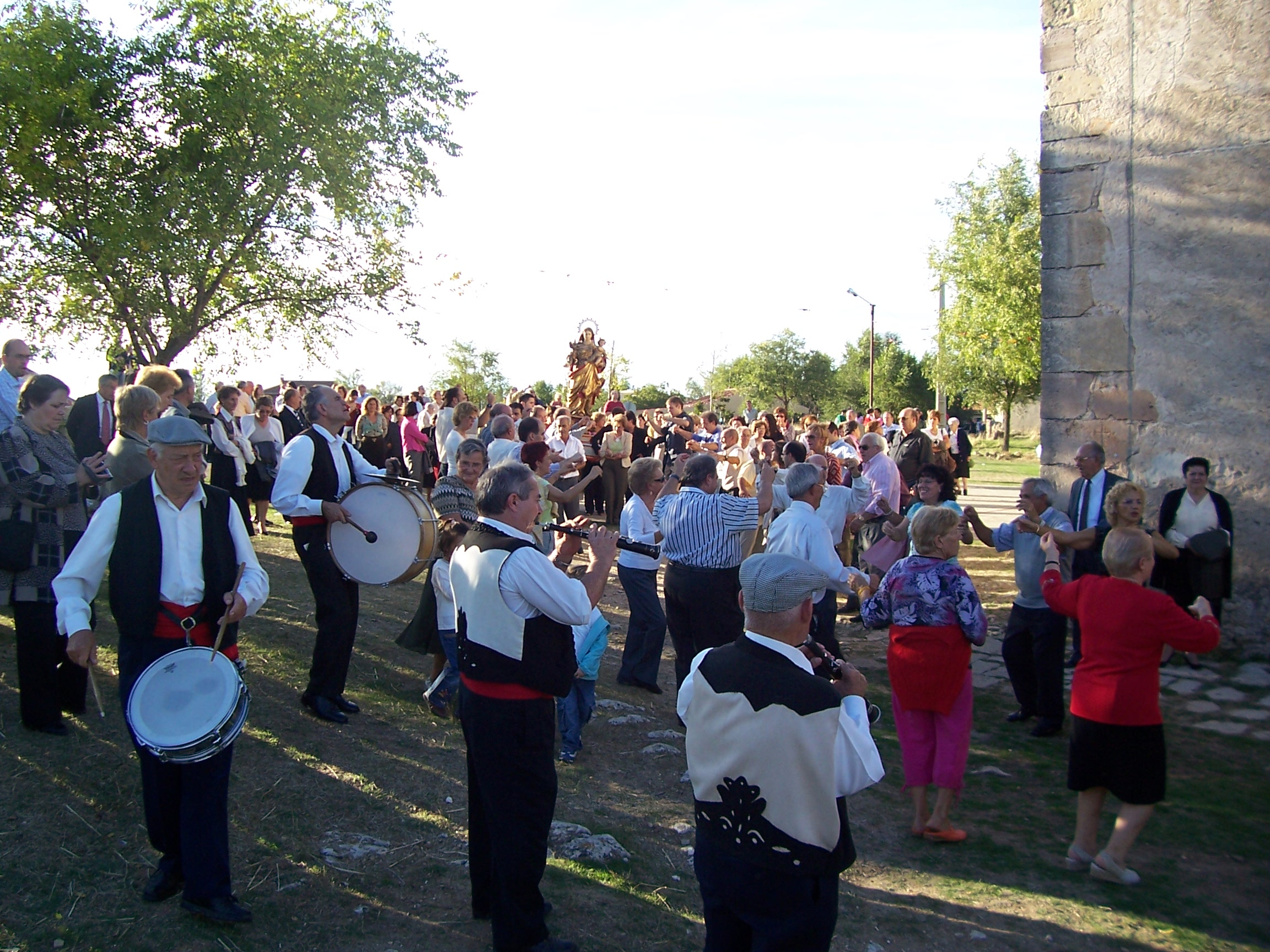
Fiestas del rosario

- San Sebastián-->20 de enero. Donde se Juntan todos los hombres y amigos del pueblo para celebrar estas fiestas comiendo, bebiendo y siguiendo la tradición de jugar al Chito.

- Santa Águeda-->7 de febrero. Donde se Juntan todas las mujeres y amigas del pueblo para celebrar esta festividad tan popular en la provincia de Segovia.

- Fiesta del Árbol-->marzo. Se realizan hacenderas, se plantan árboles, se reparan las instalaciones, se celebra todos juntos en las antiguas escuelas del pueblo.

- Fiestas del Agua-->Penúltimo fin de semana de agosto. Fiesta realizada a partir de la inauguración del depósito en 1986, orquestas bailes, comida, bebida, actividades, competiciones, etc.

- Fiestas del Rosario--> primer fin de semana de octubre. La fiesta originaria, bailes, chinela, comida, bebida, etc… y la popular procesión de la Virgen del Rosario.

- Encuentros Micológicos-->noviembre. Charla explicativa, salida al campo para la recolección y lo mejor, posterior degustación

Algunas fiestas se han perdido con el paso de los años como las Enramadas y los Mayos, pero el resto siguen muy presentes en el día a día de los Villariegos.

## Patrimonio

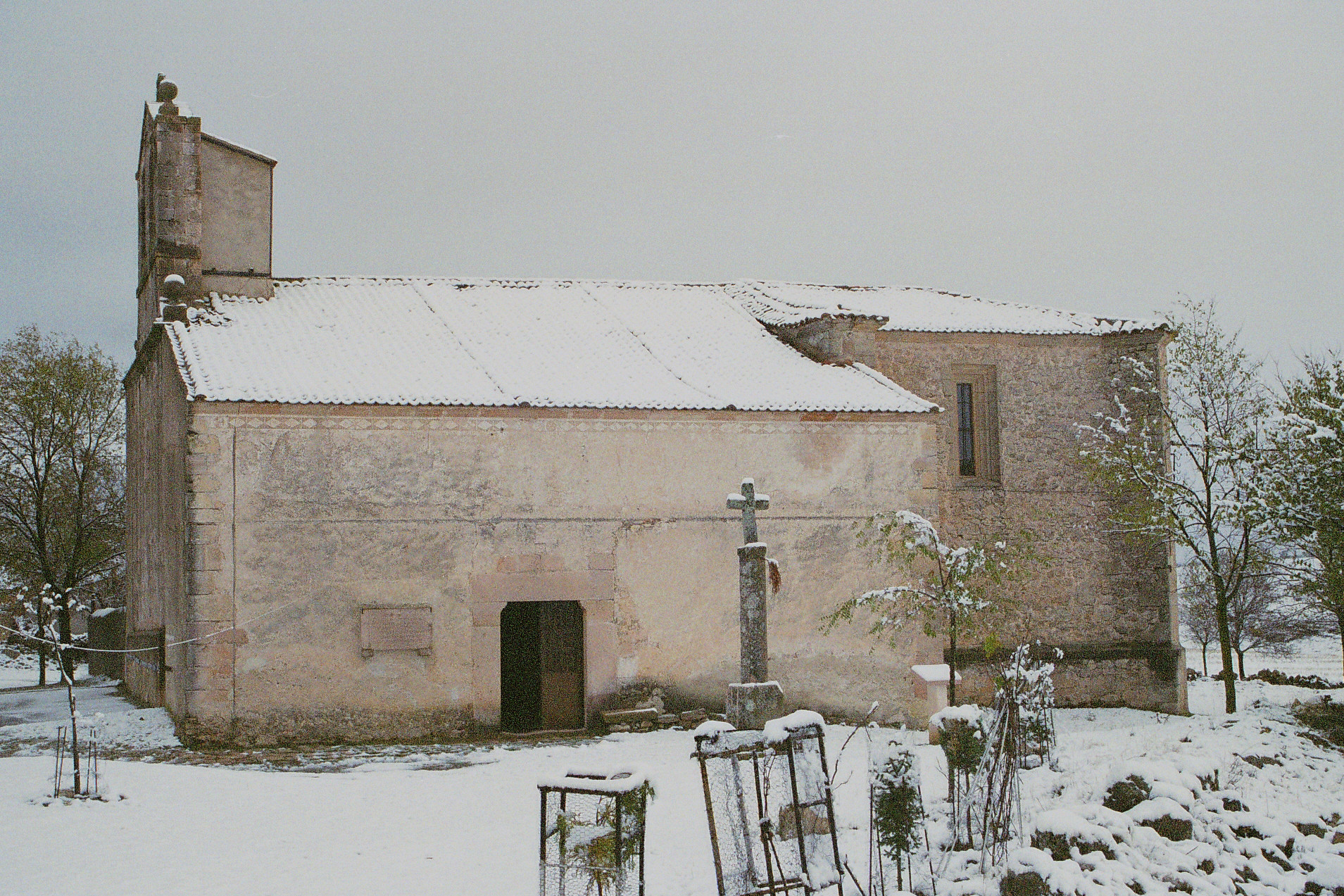
Iglesia de nuestra señora del Rosario.

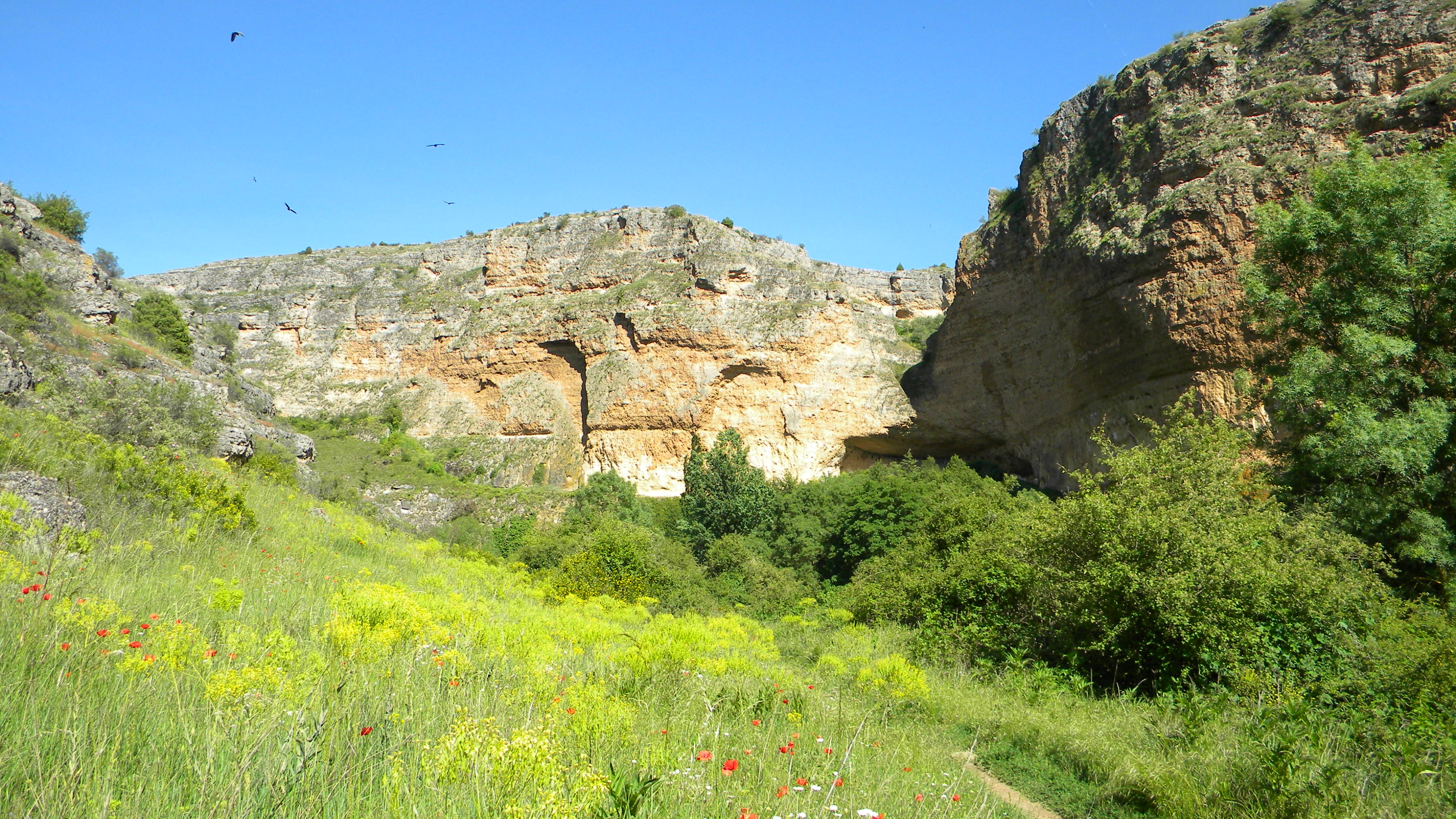
Parque natural Hoces del Duratón.

Las casas en el Villar de Sobrepeña están realizadas en su mayoría con la piedra de la Zona, en especial con la de las canteras del Villar (en la carretera de camino a Sepúlveda), siendo muy famosa por su gran calidad, mucha gente del pueblo ha trabajado en la cantería.
En la parte sur del pueblo se encuentra la iglesia de Nuestra Señora del Rosario.
Conserva una portada de época románica y la cabecera es de estilo gótico posmedieval, construida en el siglo XVI y cubierta con una bóveda de crucería cuyos nervios dibujan un trébol de cuatro hojas. En la nave destaca el retablo renacentista dedicado a San Roque. El retablo mayor es de estilo barroco y alberga una serie de tablas renacentistas atribuidas a Diego Aguilar.
Por otra parte dentro de su término se localiza gran parte del parque natural de las Hoces del Duratón, que sin ninguna duda es uno de sus grandes patrimonios por su gran riqueza en fauna y flora, teniendo una de las mayores colonias de Buitres Leonados de Europa.